# Pholiota flammans
Pholiota flammans es una especie de hongo basidiomicetos de la familia Strophariaceae.

## Características
Este hongo es característico de Europa, América del Norte y Asia, crecen en la humedad y en lugares sombríos de los bosques de coníferas.
La forma del sombrero (píleo) es cónico a convexa, escamoso y seco, el sombrero llega a medir hasta 12 centímetros de diámetro y el color es amarillento a naranja.
El estipe mide hasta 10 centímetros de alto y su grosor alcanza los 10 milímetro, su color es amarillento.

## Comestibilidad
Pholiota flammans no es recomendado por algunos autores como un hongo comestible.